# زاهية قدورة
زاهية مصطفى قدورة (مواليد 1920-2002) هي دكتورة لبنانية متخصصة في التاريخ، ولدت في بيروت بلبنان.

## حياتها
تلقت دراساتها الأولى في كلية بيروت الجامعية، ونالت منها درجة صوفومور في عام 1939 ثم التحقت في الجامعة الأميركية ونالت منها درجة بكالوريوس في الدراسات التاريخية عام 1943. ثم توجهت إلى القاهرة فنالت من جامعة فؤاد الأول (القاهرة) عام 1944 ليسانس في التاريخ، وفي عام 1947 نالت درجة الماجستير في التاريخ، وفي عام 1951 نالت الدكتوراه في التاريخ من جامعة القاهرة. وبعد فترة تزوجت من الدكتور محمد عبد السلام كفافي الذي كان أستاذاً في جامعة القاهرة، ثم أصبح عميداً لكلية الآداب في جامعة بيروت العربية.
أثناء وجودها في مصر (1943-1951) شاركت الدكتورة زاهية قدورة في مختلف النشاطات الفكرية والاجتماعية والسياسية، وكانت إحدى المناضلات من أجل استقلال لبنان، والقضية الفلسطينية. فترأست التظاهرات والتحركات السياسية، وقابلت مختلف المسؤولين من أجل دعم لبنان ضد الانتداب الفرنسي لا سيما أثناء أحداث تشرين الثاني عام 1943.
بعد عودتها إلى لبنان في عام 1951 التحقت بالجامعة اللبنانية كأستاذ مساعد في قسم التاريخ، وفي عام 1961 أصبحت رئيسة قسم التاريخ وبعد ست سنوات نالت رتبة الأستاذية. ما بين سنتيّ 1971 و1977 عينت عميدة لكلية الآداب والعلوم الإنسانية في الجامعة اللبنانية.
منذ نهاية عام 1977 إلى عام 1988 عادت وتولت رئاسة قسم التاريخ. ومنذ تأسيس جامعة بيروت العربية عام 1960 حرصت على الإسهام في بناء هذا الصرح العلمي، فشاركت في العديد من المحاضرات العلمية لا سيما لطلاب قسم التاريخ. في 13 كانون الثاني 1983 منحتها كلية الإمام الأوزاعي للدراسات الإسلامية الدكتوراه الفخرية في احتفال أقيم في دار الفتوى، مع زملائها الدكاترة: زكي نقاش، وعمر فروخ، وصبحي المحمصاني.
أشرفت أيضًا على العديد من رسائل وأطروحات طلاب الدراسات العليا في الدبلوم والماجستير، والدكتوراه، استمرت في نشر التراث العربي والإسلامي والمحافظة عليه عن طريق الأندية الثقافية والاجتماعية عن طريق الدراسات والندوات العلمية التي تحرص على إقامتها أو المشاركة فيها.

## عائلتها
كان والدها مصطفى قدورة أول صيدلي مسلم يتخرج من الكلية ذاتها عام 1900، ووالدتها خانم الحسامي جدها أديب قدورة أول طبيب مسلم بيروتي يتخرج من الكلية السورية (الجامعة الأميركية) في بيروت عام 1881، وعمها الدكتور حليم أديب قدورة (1879-1948) كان طبيباً، وهو أحد خريجي الجامعات الفرنسية والجامعة اليسوعية عام 1902.

## مناصبها
- رئيسة بعثة طلبة جمعية المقاصد الخيرية الإسلامية في القاهرة 1945-1951.
- رئيسة اتحاد الطلبة اللبنانيين في القاهرة 1947-1951.
- رئيسة ومؤسسة اتحاد الجامعيات اللبنانيات منذ عام 1952-1998.
- عضو في اللجنة التنفيذية لجمعية أهل القلم إلى العام 1957.
- رشحت عام 1959 من قبل الحكومة اللبنانية ووزارة الخارجية لمنصب مستشار في جامعة الدول العربية، غير أن ذلك لم يتحقق.
- رئيسة لجنة تكريم المؤرخ العلاّمة محمد جميل بيهم منذ عام 1978.
- تبوأت مناصب عديدة في بعض الجمعيات النسائية في لبنان والعالم العربي.
- رئيسة اللجنة النسائية في صندوق الزكاة.
- عضو مؤتمر إنماء بيروت.
- عضو مجلس أمناء مؤسسة الدراسات الفلسطينية.

## مؤلفاتها
- عائشة أم المؤمنين.
- الشعوبية وأثرها السياسي والاجتماعي في العصر العباسي الأول.
- تاريخ العرب الحديث.[6][7]
- بحوث عربية وإسلامية.
- شبه الجزيرة العربية.
- زاهية قدورة: رحلة العمر – بيروت 1999.

### الأبحاث
- العصبية في المجتمع العربي
- بين التربية والتاريخ
- المرأة في العصر العباسي
- الدولة العربية
- الدولة العباسية
- مهمة الجامعة
- مفاهيم التاريخ في المرحلة القومية المعاصرة
- بيروت من خلال ابن عساكر
- بيروت من خلال ابن الأثير
- التنسيق والتعاون بين كليات الآداب في الجامعات العربية
- جولة في معالم في التاريخ الإسلامي
- حقوق المرأة في الإسلام
- المرأة في حياة الرسول ﷺ
- القيم الأخلاقية والإنسانية في الحضارة الإسلامية
- في الوحدة العربية وقضايا المجتمع العربي
- تاريخنا وكيف نفهمه
- مفكران لبنانيان وقضية فلسطين: نجيب عازوري وميشال شيحا
- المرأة في الإسلام
- الحقيقة التاريخية عند ابن خلدون
- الزواج والطلاق في الإسلام
- الجامعة في بناء المجتمع العربي المعاصر
- النظام التربوي في الإسلام
- المرأة في الأسرة الإسلامية

## المؤتمرات العلمية
شاركت في عددٍ من المؤتمرات العلمية ومنها:
- المؤتمر النسائي الأول (القاهرة 1944)
- المؤتمر الثقافي العربي الأول (بيت مري – لبنان 1947)
- مؤتمر الهيئات النسائية للشرق الأوسط (بيروت 1949)
- المؤتمر الأول لأدباء العرب في لبنان (بيروت 1954)
- المؤتمر الأول للجامعيات العربيات (بيروت 1964)
- المؤتمر الأول لكل مواطن مسؤول (بيروت 1966)
- مؤتمر المغتربين اللبنانيين (بيروت 1972)
- ندوة عمداء كليات الآداب (الخرطوم 1973)
- ندوة أبو الفداء (حماه 1974)
- المؤتمر النسائي البرلماني الآسيوي – الإفريقي (القاهرة 1974)
- مؤتمر الحضارة العربية بين الأصالة والتجديد (بيروت 1975)
- ندوة مستقبل التعليم الجامعي (تونس 1977)
- المؤتمر الدولي لتاريخ بلاد الشام (دمشق 1978)
- ابن عساكر في ذكرى مرور 900 سنة على ولادته (دمشق 1979)
- ذكرى أبو الفداء (حماه 1974)
- مؤتمر إعادة كتابة تاريخ عام للعرب والإسلام (الكويت 1974)
- مؤتمر ابن الأثير (الموصل 1982)
- المؤتمر الإسلامي الثاني للزكاة (بيروت 1986)
- مؤتمر التاريخ الاقتصادي  للمسلمين (القاهرة 1998)
- المؤتمر القومي -الإسلامي الثامن (القاهرة 1998)
- المؤتمر القومي -الإسلامي التاسع (بيروت 2000)

## جوائز
حصلت على عددٍ من الجوائز، ومنها:
- شهادة دكتوراه فخرية من كلية الإمام الأوزاعي للدراسات الإسلامية عام 1983
- شهادة تقدير من كلية الآداب – جامعة الإسكندرية – عام 1992 تقديراً لدورها العلمي
- وسام الأرز الوطني من رتبة فارس عام 1992
- حفل تكريم ودرع تقدير من المركز الإسلامي – عائشة بكار – عام 1992
- شهادة تقدير وشهادة المؤرخ العربي من اتحاد المؤرخين العرب عام 1993
- حفل تكريم ودرع تقدير من النادي الثقافي العربي في بيروت عام 1994
- درع الوفاء من اتحاد الشباب الوطني عام 1994
- شهادة تقدير من جامعة الإسكندرية (ندوة الأندلس) عام 1994
- درع الأمينة على العهد القومي من المنتدى القومي العربي  عام 1998
- وسام الجيش الثالث الميداني من الجيش العربي السوري
- درع الوفاء والتقدير من التجمع الطلابي من أجل الوحدة
- حفل تكريم كلية الآداب (الفرع الأول) – الجامعة اللبنانية عام 1999
- وسام الأرز الوطني من رتبة كوماندور عام 1999
- وسام الاستحقاق الفضي من رئاسة الجمهورية اللبنانية عام 2002
- درع تقدير من السيدة الأولى أندره إميل لحود
- حفل تكريم برعاية رئيس الجمهورية العماد إميل لحود في الأونيسكو عام 2003

## وفاتها
توفيت زاهية قدورة يوم الخميس المُقابل 10 تشرين الأول (أكتوبر) 2002، ودُفنت في مدافن العائلة في جبانة الباشورة، وكان قد حضر جنازتها ممثلي الرؤساء الثلاثة: رئيس الجمهورية إميل لحود، ورئيس مجلس النواب نبيه بري، ورئيس مجلس الوزراء رفيق الحريري، والهيئات والشخصيات السياسية والدبلوماسية والجامعية والثقافية.